# Манджрекар Джеймс
Манджрекар Джеймс (англ. Manjrekar James, нар. 5 серпня 1993, Розо) — канадський футболіст домініканського походження. Грав за національну збірну Канади.

## Клубна кар'єра
Манджрекар народився 5 серпня 1993 року у місті Розо, Домініка. У віці 9 років він разом з батьками переїхав до Канади у Норт-Йорк.
У 10 років Манджрекар приєднався до «Норт-Йорк Гартс Ассурі». У 16 років став гравцем «Сігми» з Футбольної ліги Онтаріо. У 18 років Джеймс відправився на перегляд в іспанську «Мальорку», але не був підписаний через складнощі з підписанням молодих іноземних гравців в Іспанії. Після цього Манджрекар пройшов збори з німецьким клубом «Падерборн 07», але контракт в результаті також не був підписаний.
У 2012 році Джеймс перейшов в угорський «Печ», почавши виступати за молодіжний склад. 18 жовтня 2014 року в матчі проти «Ференцвароша» він дебютував у чемпіонаті Угорщини. 28 лютого 2015 року в поєдинку проти «Уйпешт» Джеймс забив свій перший гол за «Печ». В кінці сезону «Печ» було понижено до четвертого угорського дивізіону через нестабільну фінансову ситуацію, внаслідок чого Джеймс і багато інших гравців першої команди були звільнені.
25 серпня 2015 року Манджрекар перейшов в «Діошдьйор». 20 серпня в матчі проти «Уйпешта» він дебютував за нову команду.
По закінченні сезону Джеймс знову змінив клуб, підписавши контракт з «Вашашем». 24 липня 2016 року в матчі проти «Дебрецена» він дебютував за нову команду. 29 березня 2017 року в матчі Кубку Угорщини проти «Уйпешт» Манджрекар забив свій перший гол за «Вашаш». У першому сезоні Джеймс відіграв за клуб з Будапешта лише 11 матчів в національному чемпіонаті, але у другому став основним гравцем, зігравши 28 ігор і забивши 2 голи.
12 червня 2018 року Джеймс приєднався до клубу датської Суперліги «Мідтьюлланн», підписавши 4-річний контракт, після чого одразу на сезон 2018/19 років його віддали в оренду команді другого данського дивізіону «Фредерісія». Джеймс дебютував у складі цієї команди 29 липня в грі проти «Нестведа» і забив свій перший гол за клуб 5 серпня проти «Роскілле». У січні 2019 року «Мідтьюлланн» відкликав канадця з оренди і 13 березня він дебютував за «Мідтьюлланн», розпочавши в основі матч Кубка Данії проти «Колдінга». Джеймс дебютував у Суперлізі через п'ять днів, 17 березня, в матчі проти «Сеннер'юска». Незважаючи на те, що за перші 2 роки в клубі він зіграв лише 9 матчів, у березні 2020 року Джеймс підписав новий контракт із клубом до грудня 2023 року. Так і не закріпившись в основному складі, 25 січня 2021 року Джеймс був відданий в оренду грецькому клубу «ПАС Ламія 1964» на правах оренди до кінця сезону.
1 липня 2021 року було оголошено, що Джеймс підписав контракт з «Вайле», де до кінця року зіграв 13 ігор чемпіонату.
18 лютого 2022 року підписав угоду з одеським «Чорноморцем». 8 лютого 2023 року залишив одеський клуб.

## Виступи за збірні
2013 року залучався до складу молодіжної збірної Канади, у складі якої взяв участь у молодіжному чемпіонаті КОНКАКАФ. На турнірі він зіграв у матчі проти збірної США (2:4), заробивши червону картку.
У 2015 році Манджрекар взяв участь у домашніх Панамериканських іграх. На турнірі він зіграв у матчі проти Бразилії, Панами та Перу.
17 січня 2015 року дебютував в офіційних іграх у складі національної збірної Канади у товариському матчі проти збірної Ісландії. 2 вересня 2016 року в відбірковому матчі до чемпіонату світу 2018 року проти збірної Гондурасу він забив свій перший гол за національну команду.
Наступного року у складі збірної був учасником розіграшу Золотого кубка КОНКАКАФ 2017 року у США.
Наразі провів у формі головної команди країни 17 матчів, забивши 2 голи.

### Голи за збірну Канади
| #   | Дата           | Місце                                           | Противник | Рахунок | Результат | Змагання                            |
| --- | -------------- | ----------------------------------------------- | --------- | ------- | --------- | ----------------------------------- |
| 01. | 2 вересня 2016 | Олімпіко Метрополітан, Сан-Педро-Сула, Гондурас | Гондурас  | 0:1     | 2:1       | Чемпіонат світу 2018 (кваліфікація) |
| 02. | 13 червня 2017 | Стад Сапуто, Квебек, Канада                     | Кюрасао   | 1:1     | 2:1       | Товариський матч                    |

## Титули і досягнення
- Володар Кубка Данії (1):

«Мідтьюлланн»: 2018/19
- Чемпіон Данії (1):

«Мідтьюлланн»: 2019/20